# Gare d'Orgerus - Béhoust
La gare d'Orgerus - Béhoust est une gare ferroviaire française de la ligne de Saint-Cyr à Surdon, située sur le territoire de la commune d'Orgerus, à proximité de Béhoust, dans le département des Yvelines, en région Île-de-France.
C'est une gare de la Société nationale des chemins de fer français (SNCF) desservie par les trains de la ligne N du Transilien (réseau Paris-Montparnasse).

## Situation ferroviaire
Établie à 128 m d'altitude, la gare d'Orgerus - Béhoust est située au point kilométrique (PK) 53,060 de la ligne de Saint-Cyr à Surdon, entre les gares de Garancières - La Queue et de Tacoignières - Richebourg.

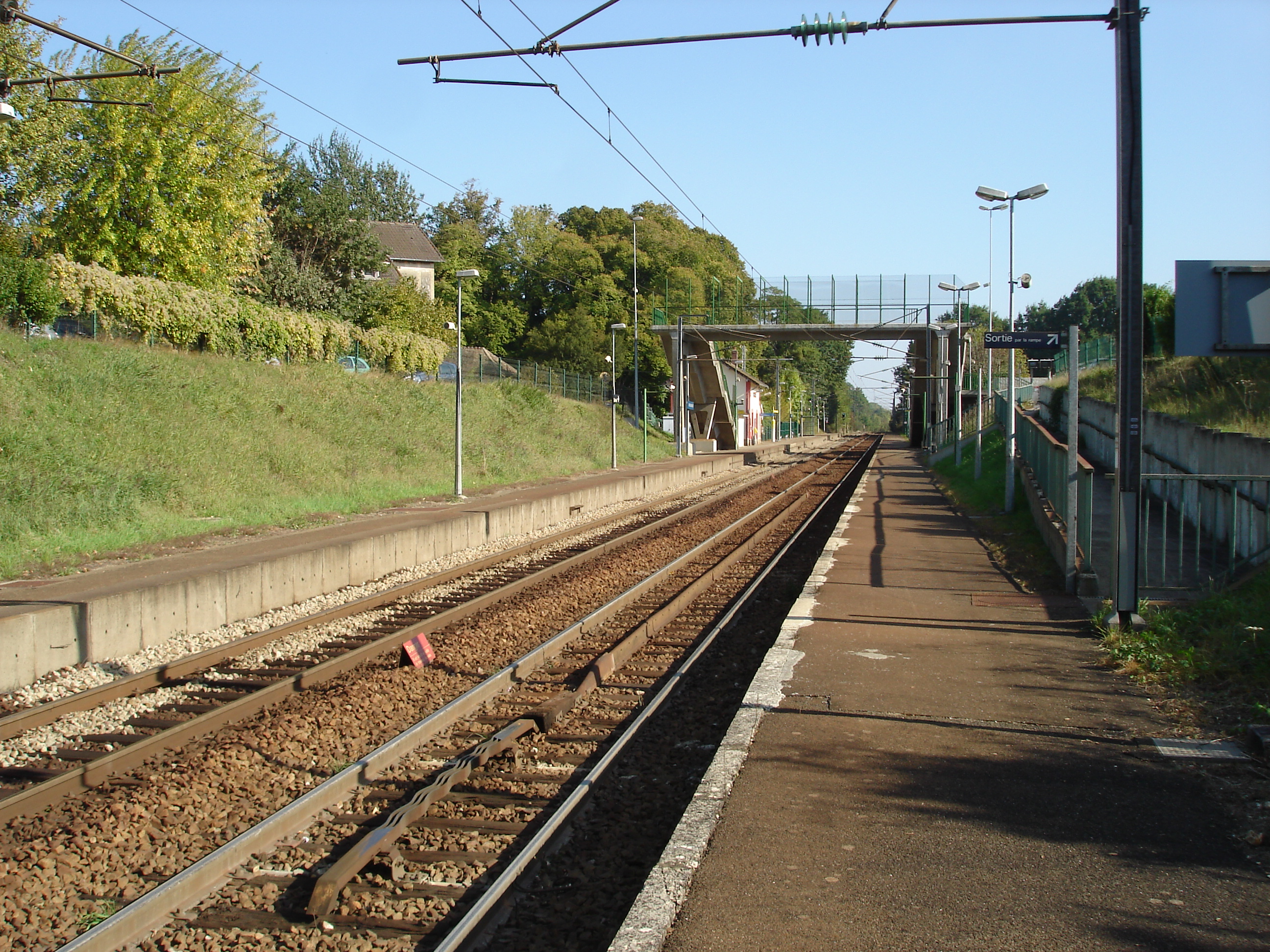
Vue générale de la gare.

## Histoire
Elle est mise en service le 15 juin 1864 avec l'ouverture de la voie entre la gare de Saint-Cyr et la gare de Dreux.
En 2011, 390 voyageurs ont pris le train dans cette gare chaque jour ouvré de la semaine.
En 2019, la SNCF estime la fréquentation annuelle de la gare à 223 446 voyageurs

## Service des voyageurs

### Accueil
Gare SNCF, elle dispose d'un bâtiment voyageurs avec guichet, d'automate Transilien, du système d'information sur les circulations des trains en temps réel et de boucles magnétiques pour personnes malentendantes. Le bâtiment de la gare est une ancienne maison de garde-barrière modifiée.
Elle est équipée de deux quais latéraux : 
- le quai Y dispose d'une longueur utile de 233 m pour la voie 1,
- le quai X d'une longueur utile de 240 m pour la voie 2[4].

Le changement de quai se fait par une passerelle.

### Desserte
En 2012, la gare est desservie par des trains de la ligne N du Transilien (branche Paris - Dreux), à raison d'un train toutes les heures, sauf aux heures de pointe où la fréquence est d'un train toutes les 30 minutes.
Le temps de trajet est d'environ :
- 20 minutes depuis Plaisir-Grignon,
- 24 minutes depuis Dreux,
- 34 minutes depuis Versailles-Chantiers,
- 44 minutes depuis Paris-Montparnasse.

### Intermodalité
La gare est desservie par les lignes 2 et 55 du réseau de bus Centre et Sud Yvelines et par le service de transport à la demande « TàD Houdan - Monfort ».
Un parking pour les véhicules (payant) et les vélos y est aménagé.

## Galerie de photos

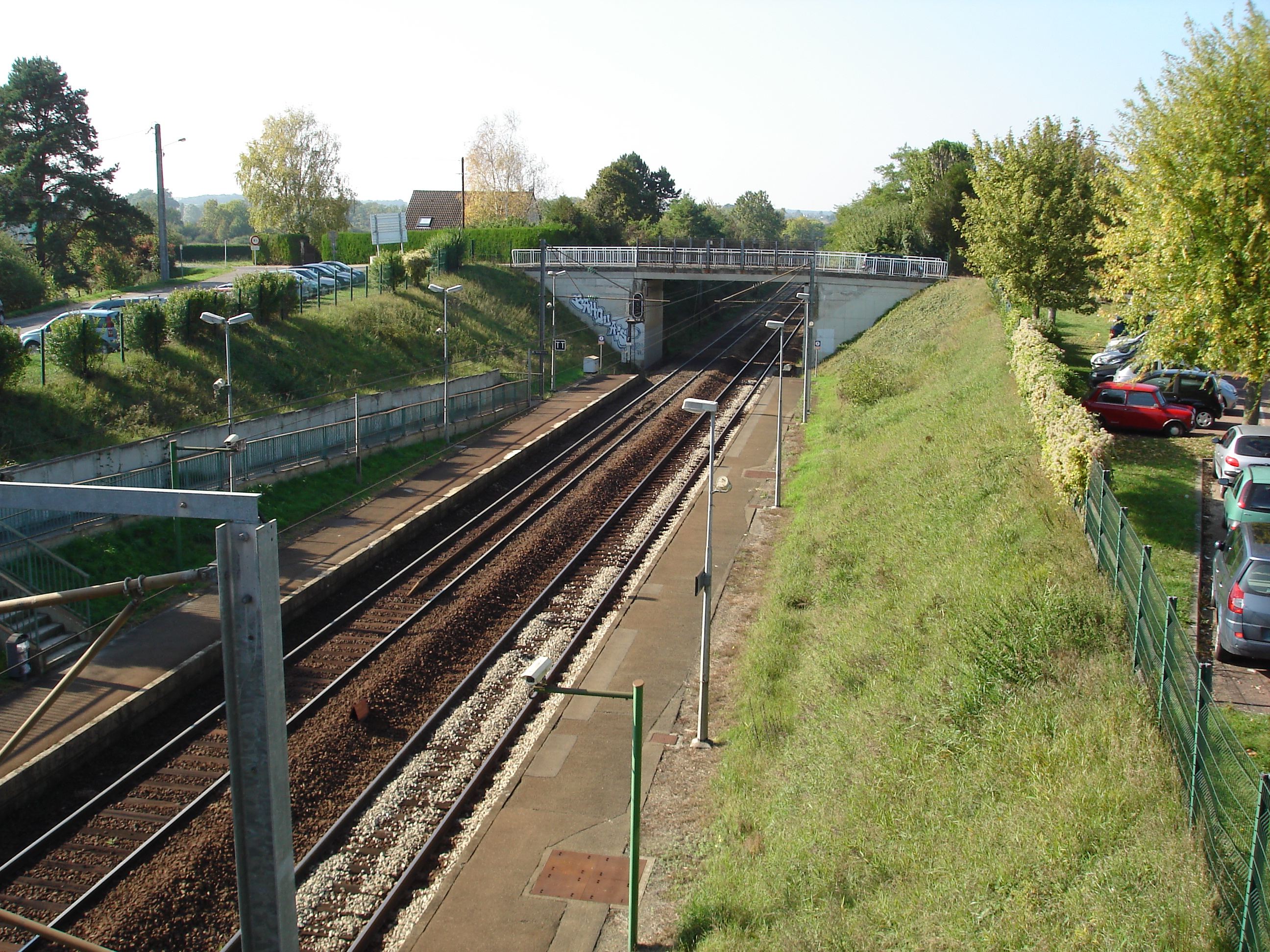
Vue vers Dreux.
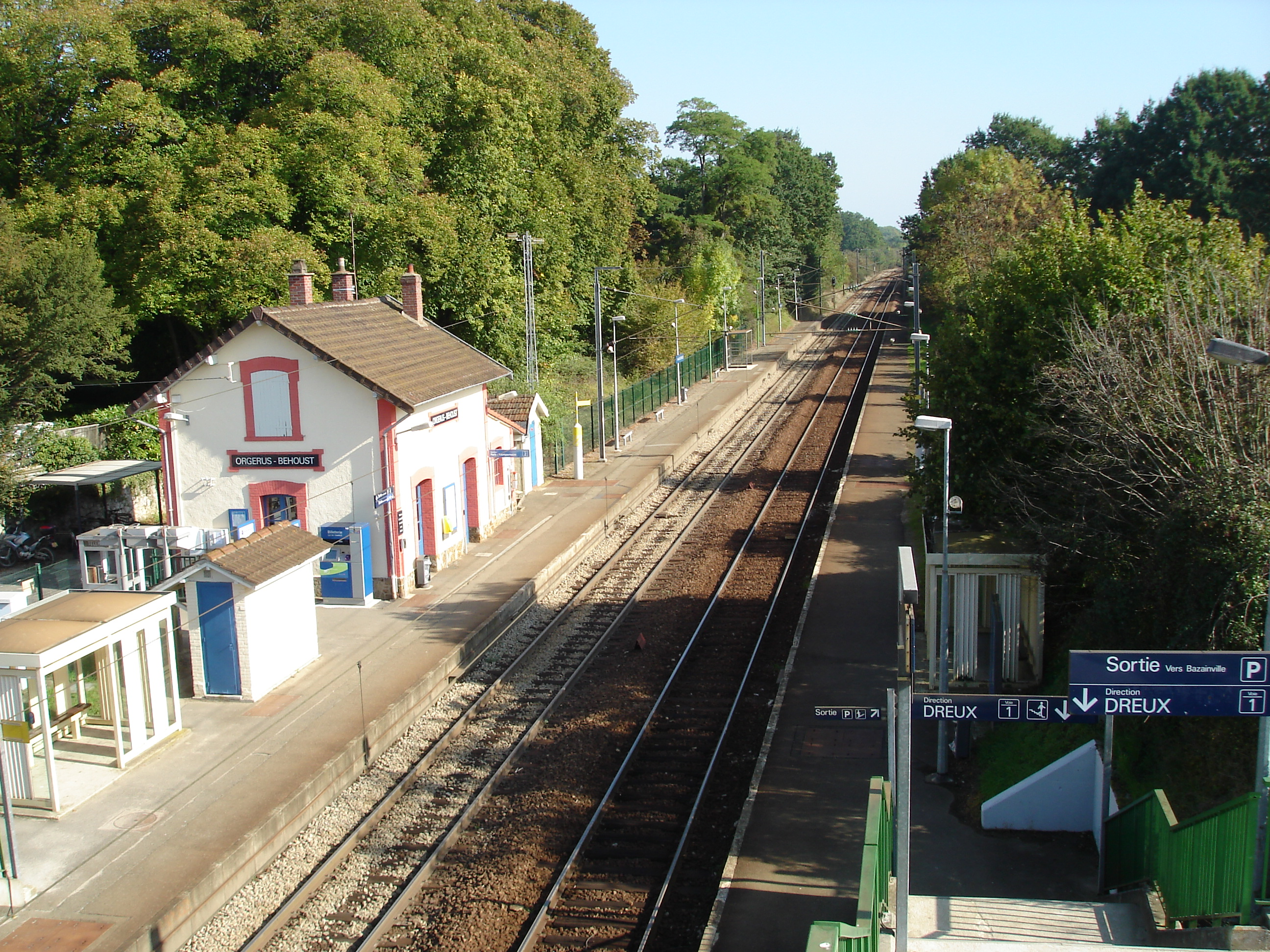
Vue vers Paris.
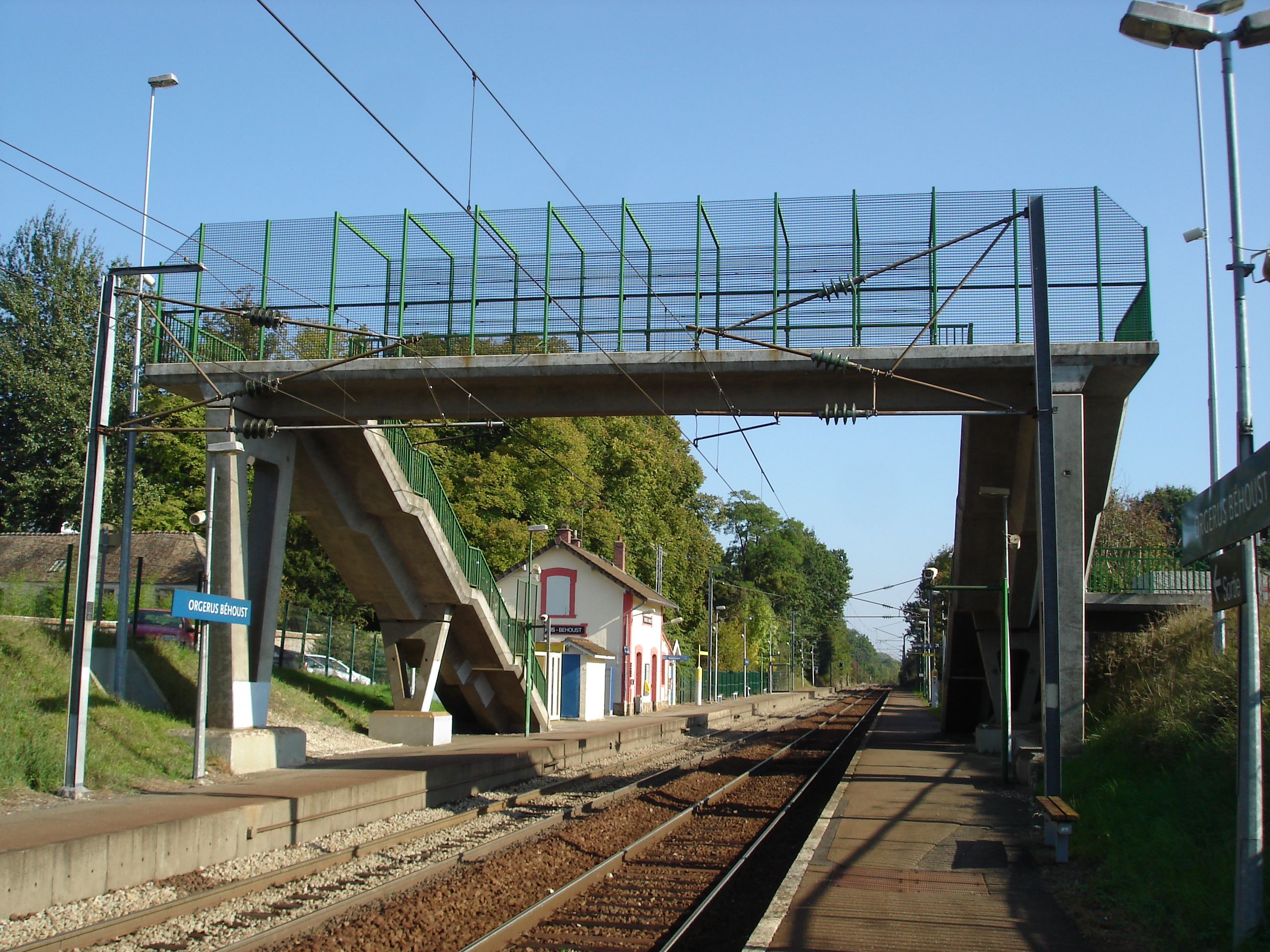
La passerelle.
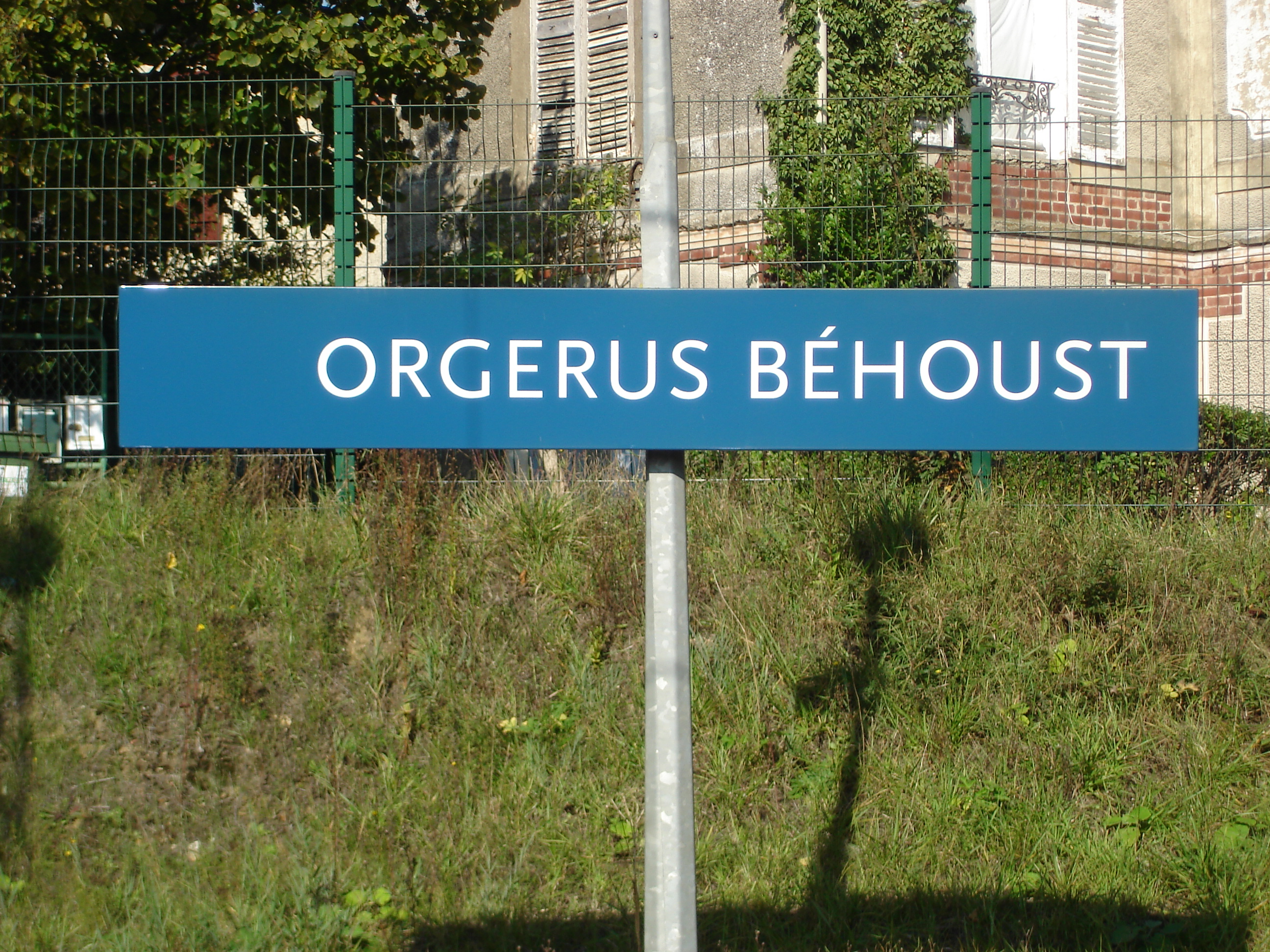
Panneau indiquant le nom de la gare.